# 勞哈山國家公園
勞哈山國家公園（芬蘭語：Lauhanvuoren kansallispuisto）是芬蘭南波赫扬马区的一個國家公園。勞哈山國家公園成立於1982年，面積53平方（20平方英里）。勞哈山國家公園以松樹林而著稱。